# Berliner Siegesparade 1945

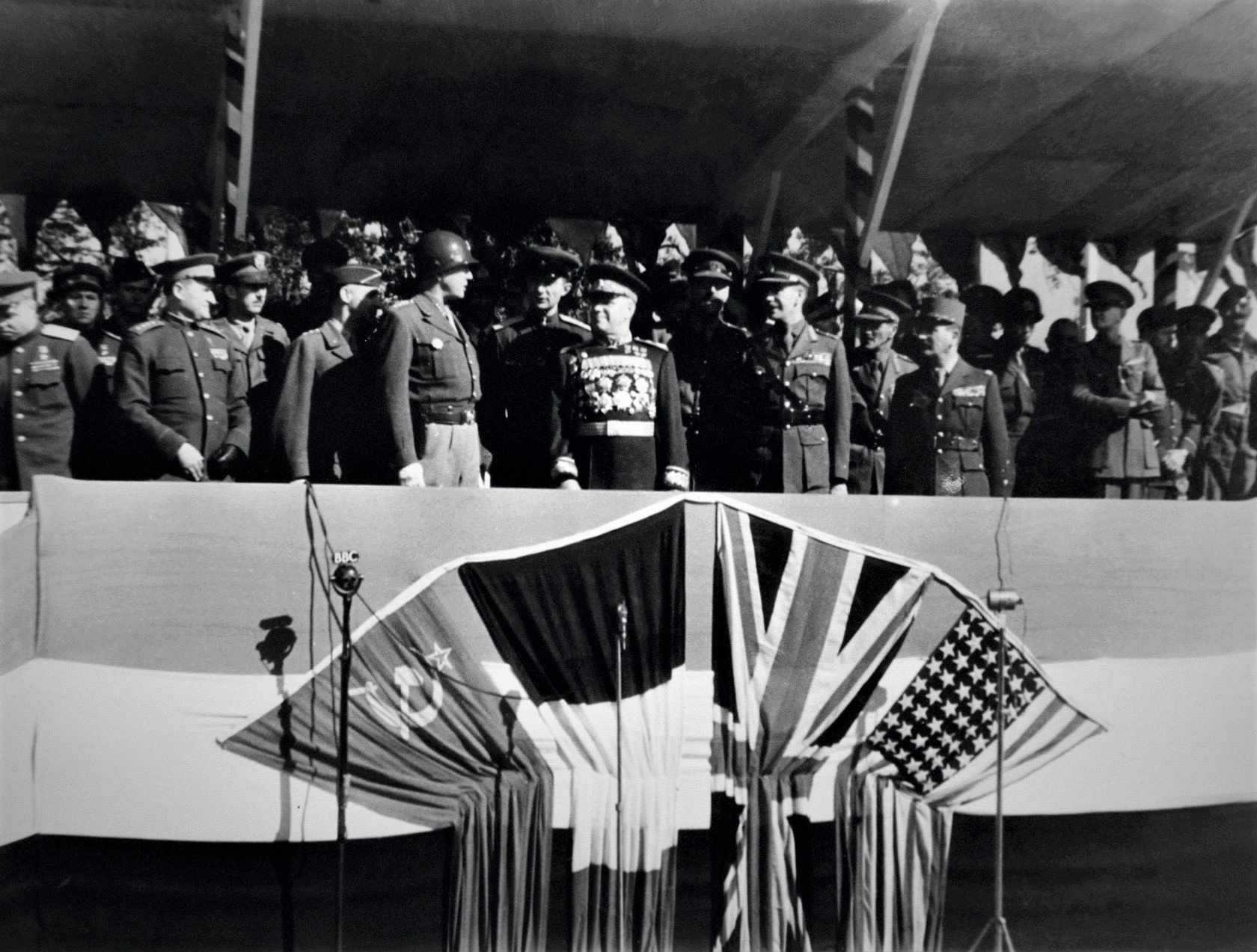
Berliner Siegesparade 1945. Auf der Tribüne: US-General George S. Patton, Marschall der Sowjetunion Schukow, der britische Generalmajor Brian Robertson und der französische General Pierre Kœnig.

Die Berliner Siegesparade 1945 war eine Militärparade der alliierten Siegermächte in Berlin, der Hauptstadt des besiegten NS-Staates, kurz nach Ende des Zweiten Weltkriegs. Sie fand am 7. September 1945 auf der Charlottenburger Chaussee in der Nähe des Brandenburger Tores statt. Teilnehmende Staaten waren die Sowjetunion, die USA, Großbritannien und Frankreich. Anlass der Parade war der Sieg über Japan. Am gleichen Tag fand eine Siegesparade in Tokio statt.

## Geschichte

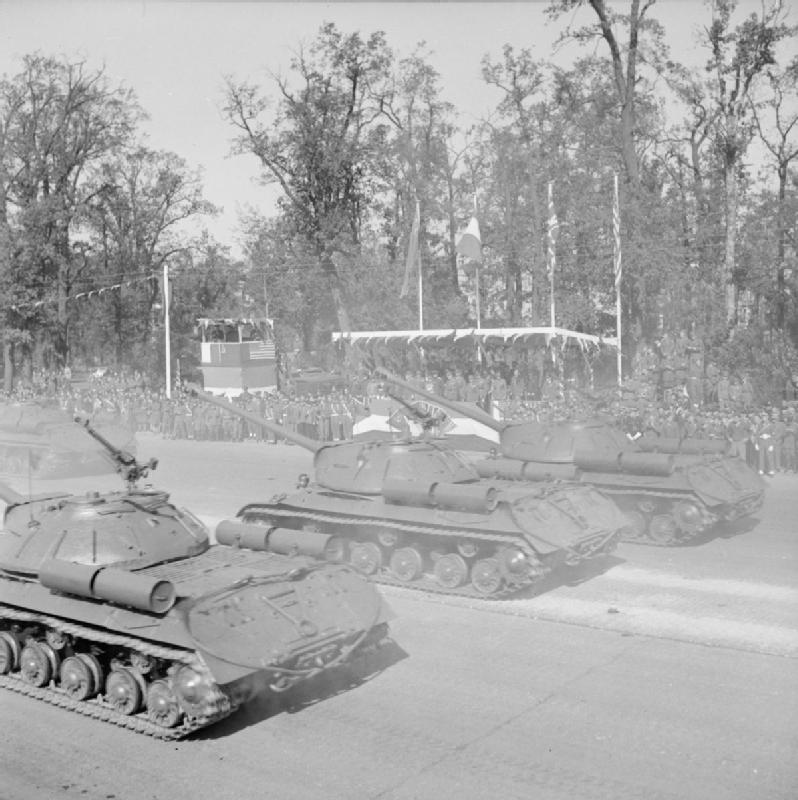
Sowjetische IS-3-Panzer während der Parade auf der Charlottenburger Chaussee

Der Vorschlag zur gemeinsamen Veranstaltung kam von sowjetischer Seite, im Anschluss an die Moskauer Siegesparade von 1945. Die Parade fand auf der Charlottenburger Chaussee statt, in der Nähe des Brandenburger Tores. Kurz vor dem festgelegten Termin hatten der amerikanische General Dwight D. Eisenhower und der britische Feldmarschall Bernard Montgomery die Einladung abgelehnt und an ihrer Stelle General George S. Patton und Generalmajor Brian Robertson entsandt. Robertson wurde im Mai 1946 stellvertretender Militärgouverneur der britischen Besatzungszone. Kommandant der Parade war der britische Generalmajor Eric Nares, zweiter Kommandant des Britischen Sektors von Berlin. Der Salut erfolgte aus den Kanonen des 3. Regiments der britischen Royal Horse Artillery. Als Vertreter Frankreichs amtierte Pierre Kœnig, Militärgouverneur der französischen Besatzungszone in Deutschland. Als Vertreter der Sowjetunion fungierte Marschall Schukow, der schon am 24. Juni 1945 die Parade auf dem Roten Platz in Moskau abgenommen hatte. General Patton war von seinem sowjetischen Kollegen nicht beeindruckt und beschrieb ihn in einem Brief an seine Frau als medaillenbehangene Operettenfigur.
Insgesamt nahmen etwa 5000 Soldaten an der Parade teil, davon 2000 aus der Sowjetunion. Die Parade wurde von marschierenden Soldaten eröffnet (an deren Spitze sowjetische Gardetruppen), denen Abordnungen verschiedener Panzerdivisionen folgten, darunter der britischen 7. Panzerdivision, der französischen 1. Panzerdivision und einer Division der sowjetischen 5. Stoßarmee. Des Weiteren marschierten Soldaten des 16. Kavallerieregiments der US Army. Den Schluss bildete die amerikanische 82. Luftlandedivision. Die Rote Armee nutzte die Gelegenheit, um den schweren Kampfpanzer IS-3 zu präsentieren, begleitet von 52 Panzern der 2. Garde-Panzerarmee.

„Heute feiern wir in Berlin den Sieg der Rechtschaffenheit über die dunkeln Mächte der Unterdrückung im Fernen Osten. Die endgültige Entscheidung wurde errungen. Die Völker der ganzen Welt sind nun befreit von der Furcht vor Deutschlands Angriffslust im Westen und vor dem japanischen Banditentum im Osten. Von nun an werden uns alle freiheitsliebenden Völker dankbar sein.“

In russischen Quellen wurde die Veranstaltung als „Vergessene Parade“ (Sabyty parad) bezeichnet, da sie in westlichen Medien kaum erwähnt wurde. Dies hängt vermutlich auch mit dem Beginn des Kalten Krieges zusammen.

## Andere Militärparaden der vier Alliierten in Berlin

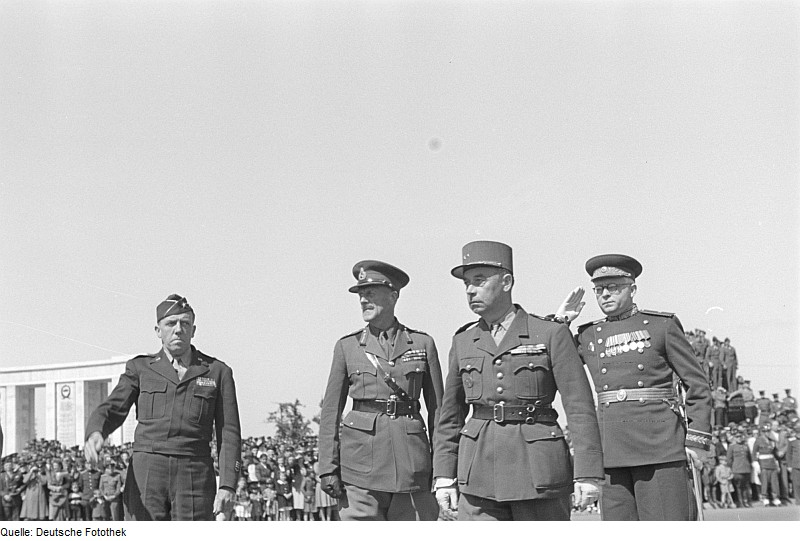
Die Stadtkommandanten Ray Barker, Eric Nares, Charles Lançon und Alexander Kotikow (v. l. n. r.) während der Alliierten-Parade am 8. Mai 1946

Am 8. Mai 1946, dem ersten Jahrestag der Kapitulation der Wehrmacht, fand eine weitere Militärparade der vier Alliierten statt: die Berliner Siegesparade 1946 stand britischerseits ebenfalls unter dem Kommando von Eric Nares. 
Am 11. November 1945 war das Sowjetische Ehrenmal im Großen Tiergarten mit einer Parade der alliierten Truppen eingeweiht worden.